# Хайдерсбах, Кете
Кете Хайдерсбах (нем. Käthe Heidersbach; 30 октября 1897, Бреслау — 3 марта 1979, Кюркхулт, лён Блекинге, Швеция) — немецкая оперная певица (сопрано).
Училась у Лолы Бет и Хуана Лурии. Дебютировала в 1922 г., пела на сцене берлинской Кроль-оперы, где на её формирование повлиял руководивший вокальной труппой Фредерик Хуслер. С 1927 г. по 1944 г.  работала в Берлинской государственной опере. Первая исполнительница партий Корнелии («Рембрандт ван Рейн» Пауля фон Кленау, 1937) и Сольвейг («Пер Гюнт» Вернера Эгка, 1938). Была особенно известна вагнеровским репертуаром, выступала на Байрёйтском фестивале. Закончив карьеру, поселилась в Стокгольме, где посвятила себя преподаванию.